# Ambassade d'Islande en Russie
L'Ambassade d'Islande à Moscou est la représentation diplomatique de l'Islande sur le territoire russe.